# Kristin Birkeland
Kristin Birkeland (født 21. oktober 1970 i Oslo) er aktivist, kunstner, organisationskonsulent og social entreprenør bosiddende i Aarhus. 

## Karriere
Kristin Birkeland er uddannet Kaospilot fra skolen i Aarhus i 1999, hvor også fra 2002 arbejdede som teamleder og coach. I 2007 sprang hun ud som billedkunstner og har siden udstillet og solgt malerier, samt brugt kunst i sit arbejde med organisationer og samfundsudvikling.
Sammen med Karen Ingerslev, Brett Patching, Morten Daus Petersen og Paul Natorp dannede hun i 2011 den Aarhus-baserede samfundsorganistion Sager der Samler, der kalder sig et hus for hverdagsaktivister. Organisationen er bygger på fællesskaber og fungerer som en platform for handlekraft og selvorganiserede borgerinitiativer. Deres vision er, at det skaber mod, handlekraft og nye løsninger, der fornyer samfund og demokrati nedefra.
I forbindelse med at Aarhus var Europæisk Kulturhovedstad 2017 var Kristin Birkeland, sammen med Sager der Samler, drivkraft bag det store og nytænkende frivilligheds- og demokratievent i Århus, Rethink Activism Folkefestival. I løbet af de tre dage i september blev der afviklet 250 arrangementer, hvor hverdagsaktivister med konkrete initiativer indtog scenen. Folkefestivalen havde flere end 10.000 deltagere.

## Andet
Kristin Birkeland er søster til den tidligere norske minister Turid Birkeland og Roar Birkeland. Privat danner hun par med hverdagsaktivisten og OL-sejleren Paul Natorp og tilsammen har de Pauls tre voksne børn fra et tidligere forhold. Desuden har de overtaget forælderskabet af Turids adoptivsøn, da hun døde i 2015.